# Zimiromus penai
Zimiromus penai är en spindelart som beskrevs av Norman I. Platnick och Mohammad U. Shadab 1976. Zimiromus penai ingår i släktet Zimiromus och familjen plattbuksspindlar.
Artens utbredningsområde är Ecuador. Inga underarter finns listade i Catalogue of Life.